# Адылбеков, Жаканбай
Жаканбай Адылбеков (1890, Копальский уезд, Семиреченская область, Российская империя — неизвестно, Казахская ССР) — старший чабан колхоза имени Амангельды Капальского района Талды-Курганской области, Казахская ССР. Герой Социалистического Труда (1948).

## Биография
Родился в 1890 году в крестьянской семье в одном из сельских населённых пунктов Копальского уезда.
С раннего возраста трудился в сельском хозяйстве. Во время коллективизации вступил в сельскохозяйственную артель имени Амангельды, которая позднее была преобразована в одноимённый колхоз Капальского района. В послевоенные годы — старший чабан в этом же колхозе.
В 1947 году вырастил 486 ягнят от 405 овцематок. Средний вес ягнёнка к отбивке составил 45,3 килограмма. С каждой овцы было получено в среднем по 2,6 килограмма шерсти. Указом Президиума Верховного Совета СССР от 23 июля 1948 года удостоен звания Героя Социалистического Труда за «получение высокой продуктивности в животноводстве в 1947 году» с вручением ордена Ленина и золотой медали «Серп и Молот» (№ 2648).
В 1960 году вышел на пенсию. Дата смерти не установлена.